# Лешко І
Лешко І або Пшемислав Лешек ('Leszko I, VII ст.) — легендарний князь західних полян.

## Життєпис
Після смерті княгині Ванди західні поляни тривалий час жили без князя, вибираючи собі лише воєвод (загалом було 12 воєвод), поки не були завойовані ворогами: за одним з міфів — паннонцями, або моравами (Ян Длугош), а по інший — Олександром Македонським (Вінцента Кадлубки).
Тоді серед полян знайшлася людина на ім'я Пшемислав (деякі джерела називають його золототканих справ майстром) або ювеліром, який переміг загарбників хитрістю. Перед однією з битв він велів розвісити на пагорбі на кшталт шоломів (за іншим варіантом міфу — фігури лицарів з дерева), що виблискували в променях сонця, що сходить. Сподіваючись здобути нову легку перемогу над західними полянами, вороги, втративши лад, кинулися в атаку. Тоді Пшемислав велів прибрати шоломи. Досягнувши місця, де раніше виднілися шоломи і не знайшовши там противника, паннони (або македонян — за В.Кадлубкою) в такому ж безладді стали повертатися в свій табір, а війська полян вдарили їм у тил і фланги і здобули перемогу. Намагаючись перетворити міф на більш достовірні події хроніст Ян Длугош висував як ворогів полян війська моравів.
За те, що він захистив і звільни батьківщину, Пшемислава при загальній підтримці та злагоді було оголошено князем. А оскільки він здолав ворога не силою, а хитрістю, то змінив своє ім'я на Лешко, що означає «хитрий». Ян Длугош вважав, що Лешек — зменшений варіант імені Лех (Лях), першого з князів полян.
Лешко помер (на думку Дж. Андерсона після 20 років володарювання), не залишивши потомства, і за його смертю в Польщі почалися чвари і розбрат.